# دونوفان ليون
دونوفان ليون (3 نوفمبر 1992 بكايين في فرنسا - ) (بالفرنسية: Donovan Léon)‏ هو لاعب كرة قدم فرنسي في مركز حراسة المرمى. شارك مع منتخب غويانا الفرنسية لكرة القدم. أما مع النوادي، فقد لعب مع نادي أوكسير ونادي بريست.

## وصلات خارجية
- دونوفان ليون على موقع رابطة كرة القدم الفرنسية للمحترفين (الإنجليزية)
- دونوفان ليون على موقع قاعدة بيانات كرة القدم.إي يو (الإنجليزية)
- دونوفان ليون على موقع ليكيب (الفرنسية)
- دونوفان ليون على موقع ناشيونال فوتبول تيمز (الإنجليزية)
- دونوفان ليون على موقع Soccerway.com (الإنجليزية)